# Хяркёнен, Ииво
Ииво Хяркёнен (фин. Iivo Härkönen; 25 августа 1882, Суйстамо, Выборгская губерния — 28 августа 1941, Хельсинки) — финский писатель, педагог и собиратель карельского фольклора.
Родился 25 августа 1882 года в Суйстамо в семье эконома Ивана Хяркёнена и Матроны Юркинен. В 1906 году окончил Сортавальскую учительскую семинарию и работал учителем в Суйстамо в 1901—1902 годах, Салми в 1906—1907 годах и Хельсинки в 1907—1908 и 1915—1920 годах. С 1908 года Хяркёнен также работал журналистом — главным редактором Savon Sanomat 1912—1913 и редактором Karjalan Lehti 1913—1914. В 1906—1938 годах он был секретарем, делопроизводителем и редактором журнала Карельского просветительского общества, в 1918—1922 годах заведующим отделом и начальником аппарата Управления Восточной Карелии, в 1922—1924 годах секретарем комитета по делам беженцев при школьном совете, секретарь Союза финских писателей 1920—1941 и управляющий фондом 1924—1941.
Хяркёнен принадлежал к семье карельских рунопевцев и в период с 1900 по 1903 год совершал поездки в Приладожскую и Олонецкую Карелию, собирая народные руны. «Karjalan kumbuzil» — это его карельский вариант лирики Вальтера Ювы на финскую народную мелодию «Karjalan kunnailla».
Хяркёнен был женат на Иде Линдхольм в 1905—1919 годах. После развода он снова женился на Вальборг Сарлин в 1920 году.
Скончался 28 августа 1941 года в Хельсинки.